# Diane Varsi
Diane Marie Antonia Varsi (San Mateo, California; 23 de febrero de 1938-Los Ángeles, California; 19 de noviembre de 1992) fue una actriz estadounidense.

## Biografía
Fue una actriz cinematográfica estadounidense conocida por sus actuaciones en la serie televisiva Peyton Place, su debut en el cine, y para la que fue nominada para un Premio de la Academia, y la película de culto Wild in the Streets. 
Dejó Hollywood para perseguir objetivos personales y artísticos, en particular en el Bennington College en Vermont, donde estudió poesía con el poeta y traductor Ben Belitt, entre otros. También actuó en Compulsion (1959) y en Bloody Mama (1970).
El 19 de noviembre de 1992, murió por una insuficiencia respiratoria a la edad de 54 años en Los Ángeles. En el momento de su muerte, también tenía la enfermedad de Lyme. Está enterrada en el cementerio de Mount Tamalpais en San Rafael (California).

## Filmografía
- 1957: Peyton Place
- 1958: Ten North Frederick
- 1958: From Hell to Texas
- 1959: Compulsion
- 1959: Playhouse 90 - Serie de televisión
- 1966: Dr. Kildare
- 1967: Sweet Love, Bitter
- 1967: Roseanna
- 1968: Wild in the Streets
- 1968: Killers Three
- 1968: My Friend Tony - Serie de televisión
- 1970: Bloody Mama
- 1971: Johnny Got His Gun
- 1971: Cannon - Serie de televisión
- 1972: The People - Telefilm
- 1977: I Never Promised You a Rose Garden

## Premios y distinciones
Premios Óscar
| Año  | Categoría               | Película          | Resultado |
| ---- | ----------------------- | ----------------- | --------- |
| 1958 | Mejor actriz de reparto | Vidas borrascosas | Nominada  |